# Rottenführer

Patka kołnierzowa SS-Rottenfūhrera

Naszywka na rękaw SS-Rottenfūhrera

Rottenführer – stopień przyznawany członkom SS i SA, którzy zasłużyli się w pracach na rzecz organizacji, jednak nie posiadali odpowiedniego przeszkolenia politycznego lub wojskowego, aby zostać podoficerem.
Stopień Rottenführera był odpowiednikiem kaprala w armii (w armii niemieckiej kapral – Gefreiter – zaliczany był do tej samej grupy, co szeregowi żołnierze: nie miał statusu podoficera). Pełna nazwa różniła się zależnie od organizacji. W SA brzmiała „SA-Rottenführer”, a w SS „SS-Rottenführer”.
Oznaką Rottenführera były dwie belki na patkach kołnierzowych.